# كفر رشدي
قرية كفر رشدى هي إحدى القرى التابعة لمركز ميت غمر في محافظة الدقهلية في جمهورية مصر العربية. حسب إحصاءات سنة 2006، بلغ إجمالي السكان في كفر رشدى 602 نسمة، منهم 312 رجل و290 امرأة.